# 조선대학교 미술관
조선대학교 미술관(朝鮮大學校 美術館, Chosun University Museum of Art)은 국내외 미술사조의 흐름을 전달하는 창구의 역할을 하고 사장되는 지역 미술문화의 자료를 발굴하며 정보를 수집·보관하는 한편 국내외 작가들의 발표의 장으로 활용하고 학생발표전 등의 활성화를 통하여 시민과 미술인 모두에게 문화적 욕구를 충족시킬 수 있도록 하기 위한 목적으로 1989년 개관하였다. 1989년〈광주ㆍ전남 미술 50년 전〉이라는 개관전을 시작으로 1992년 정식으로 미술관 승인을 받았다. 현재 상설전시실인 '김보현&실비아 올드미술관'을 운영중이며 이외에 다양한 특별전을 상시 개최하고 있다.

## 위치
광주광역시 동구 필문대로 365
- 조선대학교 미술대학 1층
- 조선대학교 본관 중앙현관 1층 (김보현·실비아 올드 미술관)

## 관람안내
- 관람시간: 오전10시 ~ 오후5시
- 휴관: 토요일, 일요일, 공휴일

## 같이 보기
- 조선대학교